# Vetenskapsåret 1744

## Händelser
- Leonhard Euler upptäcker katenoiden och bevisar att den är en mininalyta.

## Pristagare
- Copleymedaljen: Henry Baker, brittisk naturaliat.

## Födda
- 22 juni - Johann Christian Polycarp Erxleben (död 1777), tysk biolog.
- 1 augusti - Jean-Baptiste Lamarck (död 1829), fransk biolog.
- 16 augusti - Pierre François André Méchain (död 1804), fransk astronom.
- 4 november - Jean Bernoulli (död 1807), schweizisk matematiker och astronom.

## Avlidna
- 25 april - Anders Celsius (född 1701), svensk astronom.
- Catherine Jérémie (född 1664), fransk botaniker.